# 范会国
范会国（1899年3月17日—1983年6月11日），字秉钧，男，广东文昌人，中华人民共和国数学家，北京师范大学教授。专于复变函数理论和理论力学研究。

## 生平
1899年（一说1898年）生于广东省琼州府文昌县文教乡田墩村。先后就读于文昌县模范小学、广东省立琼崖中学。1920年以海南岛第一名的成绩考上中法庚款留学生，在法国里昂大学学习，获物理学硕士、数学博士学位。1929年转入巴黎大学中央研究院，师从数学家埃米尔·皮卡。1930年回国，历任国立中央大学教授、北平师范大学数学系教授（1931年8月－1933年7月），交通大学特聘教授兼理学院院长、训育长（1940年－1946年），兼任大同大学、复旦大学教授。1934年参与筹建中国数学会，担任第一至三届理事会常务理事。
1948年在海南岛参与筹建私立海南大学，任副校长（颜任光为校长）。1949年6月任校长。1951年海南大学停办后，改任海南师范学院院长。1952年全国高校院系调整后，任海南高等师范专科学校校长。1953年调北京师范大学，任数学系教授、理论力学研究室主任。1956年加入九三学社。1983年6月11日在北京逝世。

## 家庭
- 妻子：王香林（1911年－2001年），1932年结婚。
- 儿子：范高范

## 著作
- 《理论力学》（龙门联合书局，1944年）
- 《函数论与数学教育：范会国文集》（北京师范大学出版社，2008年）